# Jefe Político y de Policía de Montevideo
El cargo de Jefe Político y de Policía de Montevideo fue el cargo dado para el titular del ejecutivo departamental de Montevideo, capital de Uruguay.

## Creación
El mismo fue creado por la Constitución de 1830 en su artículo 118. El Jefe Político además del rol ejecutivo, tenía la jurisdicción de la Policía departamental, y era designado directamente por el Poder Ejecutivo. Fue suprimido el 18 de diciembre de 1908 al promulgarse la ley de creación de las Intendencias Municipales. El primer Intendente de Montevideo, Daniel Muñoz, asumiendo el 19 de enero de 1909.
A su vez, fue creada también la Jefatura de Policía de Montevideo. 
| Predecesor: Gobernador de Montevideo | Jefe Político y de Policía de Montevideo 1830 - 1909 | Sucesor: Intendente de Montevideo Jefe de Policía de Montevideo |

## Lista de Jefes políticos y de Policía del departamento de Montevideo
| Nombre                              | Inicio                   | Término                  |
| ----------------------------------- | ------------------------ | ------------------------ |
| Daniel Vidal                        | 20 de marzo de 1830      | 11 de agosto de 1831     |
| Luis Lamas                          | 11 de agosto de 1831     | 1 de marzo de 1835       |
| Juan Benito Blanco                  | 1 de marzo de 1835       | 25 de enero de 1837      |
| Jaime Illa y Viamonte               | 25 de enero de 1837      | 25 de octubre de 1838    |
| Luis Lamas                          | 25 de octubre de 1838    | 22 de octubre de 1839    |
| Manuel Vicente Pagola               | 22 de octubre de 1839    | 2 de noviembre de 1840   |
| José Antuña                         | 2 de noviembre de 1840   | 3 de febrero de 1843     |
| Andrés Lamas                        | 3 de febrero de 1843     | 12 de agosto de 1843     |
| Andrés Viana (Gobierno del Cerrito) | 12 de agosto de 1843     | 8 de septiembre de 1851  |
| Antonio Pillado                     | 24 de junio de 1844      | 13 de noviembre de 1844  |
| Mayor Juan Francisco Rodríguez      | 13 de noviembre de 1844  | 13 de febrero de 1846    |
| José María Solsona                  | 13 de febrero de 1846    | 2 de marzo de 1846       |
| Mayor Juan Francisco Rodríguez      | 2 de marzo de 1846       | 31 de agosto de 1846     |
| Coronel Gabriel Velazco             | 31 de agosto de 1846     | 23 de junio de 1847      |
| Coronel Faustino López              | 23 de junio de 1847      | 2 de mayo de 1848        |
| Coronel Francisco Tajes             | 2 de mayo de 1848        | 26 de junio de 1848      |
| Coronel Miguel Solsona              | 26 de junio de 1848      | 1 de abril de 1852       |
| Coronel Venancio Flores             | 1 de abril de 1852       | 14 de junio de 1852      |
| Santiago Sayago                     | 14 de junio de 1852      | 20 de octubre de 1852    |
| Francisco María Lebrón              | 20 de octubre de 1852    | 19 de septiembre de 1853 |
| Coronel José Guerra                 | 19 de septiembre de 1853 | 4 de abril de 1854       |
| José Gabriel Palomeque              | 4 de abril de 1854       | 17 de enero de 1855      |
| Coronel Santiago Labandera          | 17 de enero de 1855      | 25 de octubre de 1855    |
| Francisco Lecocq                    | 25 de octubre de 1855    | 21 de enero de 1856      |
| Clemente César                      | 21 de enero de 1856      | 17 de marzo de 1856      |
| Coronel Luis de Herrera             | 17 de marzo de 1856      | 19 de julio de 1859      |
| Coronel Pedro P. Bermúdez           | 19 de julio de 1859      | 8 de marzo de 1860       |
| Santiago Botana                     | 8 de marzo de 1860       | 21 de octubre de 1862    |
| Coronel Cipriano Miró               | 21 de octubre de 1862    | 12 de octubre de 1863    |
| Mariano B. Berro                    | 12 de octubre de 1863    | 30 de diciembre de 1863  |
| José María Estrada                  | 30 de diciembre de 1863  | 4 de noviembre de 1864   |
| Amaro Sienra                        | 4 de noviembre de 1864   | 2 de febrero de 1865     |
| Coronel Bernabé Magariños           | 2 de febrero de 1865     | 1 de marzo de 1865       |
| Coronel Manuel Aguiar               | 1 de marzo de 1865       | 30 de marzo de 1867      |
| Coronel José Cándido Bustamante     | 30 de marzo de 1867      | 2 de febrero de 1868     |
| Mayor Ramón Irigoyen                | 2 de febrero de 1868     | 21 de febrero de 1868    |
| Coronel Juan Pablo Rebollo          | 21 de febrero de 1868    | 3 de octubre de 1868     |
| Coronel José Cándido Bustamante     | 3 de octubre de 1868     | 14 de enero de 1869      |
| Coronel Manuel Pagola               | 14 de enero de 1869      | 3 de septiembre de 1870  |
| Coronel José Cándido Bustamante     | 3 de septiembre de 1870  | 2 de noviembre de 1872   |
| Coronel Juan P. Goyeneche           | 2 de noviembre de 1872   | 7 de marzo de 1873       |
| Coronel Enrique Pereda              | 7 de marzo de 1873       | 14 de octubre de 1874    |
| Coronel Eugenio D. Fonda            | 14 de octubre de 1874    | 15 de enero de 1875      |
| Coronel Manuel Pagola               | 15 de enero de 1875      | 14 de abril de 1875      |
| Isaac de Tezanos                    | 14 de abril de 1875      | 5 de mayo de 1875        |
| Coronel Carlos Gaudencio            | 5 de mayo de 1875        | 5 de octubre de 1875     |
| Casimiro García                     | 5 de octubre de 1875     | 1 de diciembre de 1875   |
| Coronel Carlos Gaudencio            | 1 de diciembre de 1875   | 6 de marzo de 1876       |
| Coronel Juan P. Goyeneche           | 6 de marzo de 1876       | 5 de marzo de 1879       |
| Coronel Ventura Silveira            | 5 de marzo de 1879       | 26 de marzo de 1881      |
| Francisco L. Barreto                | 26 de marzo de 1881      | 1 de abril de 1882       |
| Apolinario Gayoso                   | 1 de abril de 1882       | 23 de octubre de 1882    |
| Francisco L. Barreto                | 23 de octubre de 1882    | 21 de enero de 1884      |
| Apolinario Gayoso                   | 21 de enero de 1884      | 4 de junio de 1884       |
| Ángel Brian                         | 4 de junio de 1884       | 22 de septiembre de 1886 |
| Zenón de Tezanos                    | 22 de septiembre de 1886 | 12 de diciembre de 1886  |
| Coronel Salvador Tajes              | 12 de diciembre de 1886  | 12 de diciembre de 1886  |
| Coronel Julio Muró                  | 12 de diciembre de 1886  | 8 de junio de 1887       |
| Coronel Salvador Tajes              | 8 de junio de 1887       | 15 de marzo de 1890      |
| Coronel Julio Muró                  | 15 de marzo de 1890      | 2 de febrero de 1892     |
| Coronel Eugenio Abella              | 2 de febrero de 1892     | 1895                     |
| Gregorio Sánchez                    | 1895                     | 1897                     |
| Rufino T. Domínguez                 | 1897                     | 22 de diciembre de 1898  |
| Coronel Juan Bernassa y Jérez       | 22 de diciembre de 1898  | 13 de mayo de 1899       |
| Augusto Acosta y Lara               | 13 de mayo de 1899       | 31 de julio de 1901      |
| General Zoilo Pereira               | 31 de julio de 1901      | 13 de marzo de 1903      |
| Coronel Juan Bernassa y Jérez       | 13 de marzo de 1903      | 12 de marzo de 1907      |
| Coronel Guillermo West              | 12 de marzo de 1907      | 19 de enero de 1909      |